# Saint-Gratien-Savigny
Saint-Gratien-Savigny és un municipi francès, situat al departament del Nièvre i a la regió de Borgonya - Franc Comtat. L'any 2007 tenia 121 habitants.

## Demografia

### Població
El 2007 la població de fet de Saint-Gratien-Savigny era de 121 persones. Hi havia 44 famílies, de les quals 8 eren unipersonals (8 homes vivint sols), 12 parelles sense fills i 24 parelles amb fills.
La població ha evolucionat segons el següent gràfic:
Habitants censats

### Habitatges
El 2007 hi havia 56 habitatges, 43 eren l'habitatge principal de la família, 9 eren segones residències i 4 estaven desocupats. Tots els 56 habitatges eren cases. Dels 43 habitatges principals, 32 estaven ocupats pels seus propietaris, 9 estaven llogats i ocupats pels llogaters i 3 estaven cedits a títol gratuït; 1 tenia una cambra, 6 en tenien dues, 7 en tenien tres, 5 en tenien quatre i 25 en tenien cinc o més. 38 habitatges disposaven pel capbaix d'una plaça de pàrquing. A 10 habitatges hi havia un automòbil i a 30 n'hi havia dos o més.

### Piràmide de població
La piràmide de població per edats i sexe el 2009 era:
| Homes | Edats   | Dones |
| ----- | ------- | ----- |
| 0     | 95 o +  | 0     |
| 0     | 90 a 94 | 0     |
| 0     | 85 a 89 | 0     |
| 0     | 80 a 84 | 0     |
| 0     | 75 a 79 | 0     |
| 0     | 70 a 74 | 0     |
| 8     | 65 a 69 | 4     |
| 0     | 60 a 64 | 4     |
| 4     | 55 a 59 | 0     |
| 8     | 50 a 54 | 0     |
| 4     | 45 a 49 | 16    |
| 0     | 40 a 44 | 4     |
| 8     | 35 a 39 | 8     |
| 4     | 30 a 34 | 0     |
| 0     | 25 a 29 | 0     |
| 4     | 20 a 24 | 0     |
| 4     | 15 a 19 | 4     |
| 4     | 10 a 14 | 4     |
| 16    | 5 a 9   | 0     |
| 4     | 0 a 4   | 0     |

## Economia
El 2007 la població en edat de treballar era de 87 persones, 61 eren actives i 26 eren inactives. De les 61 persones actives 54 estaven ocupades (32 homes i 22 dones) i 7 estaven aturades (2 homes i 5 dones). De les 26 persones inactives 9 estaven jubilades, 10 estaven estudiant i 7 estaven classificades com a «altres inactius».
Activitats econòmiques
Dels 4 establiments que hi havia el 2007, 2 eren d'empreses de fabricació d'altres productes industrials i 2 d'empreses de comerç i reparació d'automòbils.
Els 2 serveis als particulars que hi havia el 2009 eren tallers de reparació d'automòbils i de material agrícola.
L'any 2000 a Saint-Gratien-Savigny hi havia 16 explotacions agrícoles que ocupaven un total de 1.521 hectàrees.

## Poblacions més properes
El següent diagrama mostra les poblacions més properes.